# Jimmy McGriff

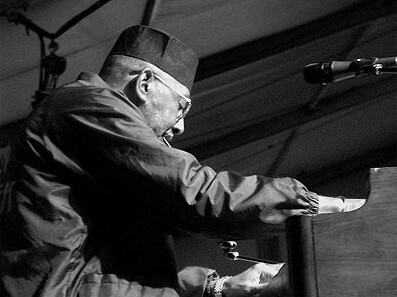
Jimmy McGriff tijdens Organ Summit, Toronto, 2004

James Harrell McGriff (Germantown (Philadelphia, Pennsylvania), 3 april 1936 - Voorhees (New Jersey), 24 mei 2008) was een blues-, hardbop- en soul-jazz-organist. Hij was een van de pioniers van de soul-jazz, maar hij speelde ook rhythm & blues, disco, funk en andere stijlen. Zijn instrument was vooral het Hammond B-3-orgel.

## Het begin
McGriff werd geboren in een muzikale familie: beide ouders speelden piano. Vanaf zijn vijfde leerde hij piano spelen, later volgden altsaxofoon, bas, drums en vibrafoon. Hij was lid van een pianotrio en begeleidde zangeres Big Maybelle. Hij werkte enige tijd bij de politie, maar door onder meer het succes van organist Jimmy Smith (een jeugdvriend) ging hij zich weer met muziek bezighouden. In 1956 kocht hij zijn eerste Hammond B-3-orgel. Hij ging orgel studeren in Combe College of Music in Philadelphia en in Juilliard School of Music in New York, en kreeg lessen van Milt Buckner, Jimmy Smith en de klassieke organist Sonny Gatewood. Hij werd beïnvloed door de dynamiek van Buckner, het aplomb van Count Basie en lokale muzikanten.

## De jaren zestig en zeventig
In 1960 werd hij een professionele muzikant. Hij had een eigen combo waarmee hij muzikanten als de zangeres Carmen McCrae, Don Gardner en Candido  begeleidde. Vaak speelde in dit combo (toen nog) saxofonist Charles Earland. In 1961 maakte zijn trio voor het eerst opnamen, waaronder een bewerking van 'I Got a Woman' van Ray Charles, dat een hit werd. In 1962 volgde zijn eerste lp voor het Sue-label, waarop de hit 'All About My Girl' stond. In de jaren erna kwamen hierop nog verschillende platen uit, eindigend met het jazz-album 'Blues For Mister Jimmy' (1965). Hierna haalde producer Sonny Lester hem naar het label Solid State Record, waar hij de belangrijkste muzikant werd en allerlei platen mocht opnemen, van blues- tot en met funkplaten ('The Worm'). Hij speelde overal ter wereld in clubs en concertzalen.
McGriff ging naar Newark (New Jersey) en begon een eigen club, The Golden Slipper', waar hij onder meer een liveplaat met Junior Parker (in 1971) opnam. Vanaf 1969 speelde hij regelmatig met de big band van drummer Buddy Rich, waarmee hij in het midden van de jaren zeventig twee jaar toerde. De jazz-musicus McGriff nam tussen 1969 en 1971 ook een paar platen op voor het label Blue Note, waaronder 'Electric Funk'.
In 1972 trok McGriff zich terug uit de muziekbusiness en ging zich in Connecticut bezighouden met paarden, maar een jaar later toerde hij weer en maakte hij weer vele plaatopnames die uitkwamen op het nieuwe label van Sonny Lester, Groove Merchant. Toen de disco opkwam en de jazz beïnvloedde, toonde McGriff zich opnieuw flexibel. Hij maakte albums als 'Stump Juice' (1975), 'Red Beans' (1976) en 'Outside Looking' (1978) die volgens critici tot zijn beste platen behoren.

## De jaren tachtig en later
Rond 1980 brak McGriff met Lester. Hij ging hij samenwerken met producer Bob Porter en Rudy van Gelder en verhuisde naar platenlabel Milestone. Op platen speelde hij samen met onder meer Al Grey en saxofonist David 'Fathead' Newman. In de jaren tachtig beleefde zijn muziek in de sampler-scene een comeback. Vanaf 1986 speelde hij met succes vaak met saxofonist Hank Crawford, waarmee hij enkele albums opnam. In het midden van de jaren negentig, toen de soul-jazz-sound het goed deed, maakte McGriff opnieuw een periode van succes mee. Hij vormde de groep the Dream Team, met onder meer David 'Fathead' Newman en drummer Bernard Purdie, waarmee hij verschillende albums opnam.
Jimmy McGriff heeft meer dan vijftig platen op zijn naam staan. Hij nam onder meer op met George Benson, Kenny Burrell en J.J. Johnson en speelde met bijvoorbeeld Count Basie, Wynton Marsalis, Lou Donaldson en Dizzy Gillespie. Vanaf 2007 kon hij door multiple sclerose niet meer optreden en woonde hij in een verpleeghuis in New Jersey.

## Discografie (selectie)
- Jimmy McGriff at the Organ, Sue, 1963
- The Big Band of Jimmy McGriff, Solid State, 1966
- Cherry, Solid State, 1966
- A Bag Full of Soul, Solid State, 1966
- A Bag Full of Blues, Solid State, 1967
- I've Got a New Woman, Solid State, 1967
- The Worm, Solid State, 1968
- Honey, Solid State, 1968
- Organ and Blues Band, Solid State, 1968
- A Thing to Come By, Solid State, 1969
- Electric Funk, Blue Note, 1969
- Something to Listen to, Blue Note, 1970
- Black Pearl, Blue Note, 1971
- Good Things Don't Happen Everyday, Groove Merchant, 1971
- Groove Grease, Groove Merchant, 1971
- Black and Blues, Groove Merchant, 1971
- Soul Sugar, Capitol, 1971
- Giants of the Organ Come Together, Groove Merchant, 1973
- Stump Juice, Groove Merchant, Groove Merchant, 1975
- City Lights, Jazz America, 1980
- Movin' Upside the Blues, JAM, 1980
- Countdown, Milestone, 1983
- State of the Art, Milestone, 1985
- The Starting Five, Milestone, 1986
- Blue to the Bone, Milestone, 1988
- On the Blue Side, Milestone, 1990
- Right Turn on Blues, Telarc, 1994
- Blues Groove, Telarc, 1995
- The Dream Team, Milestone, 1996
- Straight Up, Milestone, 1998